# Les Fourgs
Les Fourgs – miejscowość i gmina we Francji, w regionie Burgundia-Franche-Comté, w departamencie Doubs.
Według danych na rok 1990 gminę zamieszkiwało 941 osób, a gęstość zaludnienia wynosiła 34 osoby/km² (wśród 1786 gmin Franche-Comté Les Fourgs plasuje się na 177. miejscu pod względem liczby ludności, natomiast pod względem powierzchni na miejscu 44.).